# Sainte-Ruffine
Sainte-Ruffine (Duits: Sankt Ruffin)  is een gemeente in het Franse departement Moselle (regio Grand Est) en telt 453 inwoners (1999). De plaats maakt deel uit van het arrondissement Metz.

## Geografie
De oppervlakte van Sainte-Ruffine bedraagt 0,7 km², de bevolkingsdichtheid is 647,1 inwoners per km².
De onderstaande kaart toont de ligging van Sainte-Ruffine met de belangrijkste infrastructuur en aangrenzende gemeenten.

## Demografie
Onderstaande figuur toont het verloop van het inwonertal (bron: INSEE-tellingen).